# Província d'Haut-Ogooué
La província de Haut-Ogooué és una de les nou províncies del Gabon. Ocupa una àrea de 36,547 km². La capital de la província és Franceville.

## Departaments

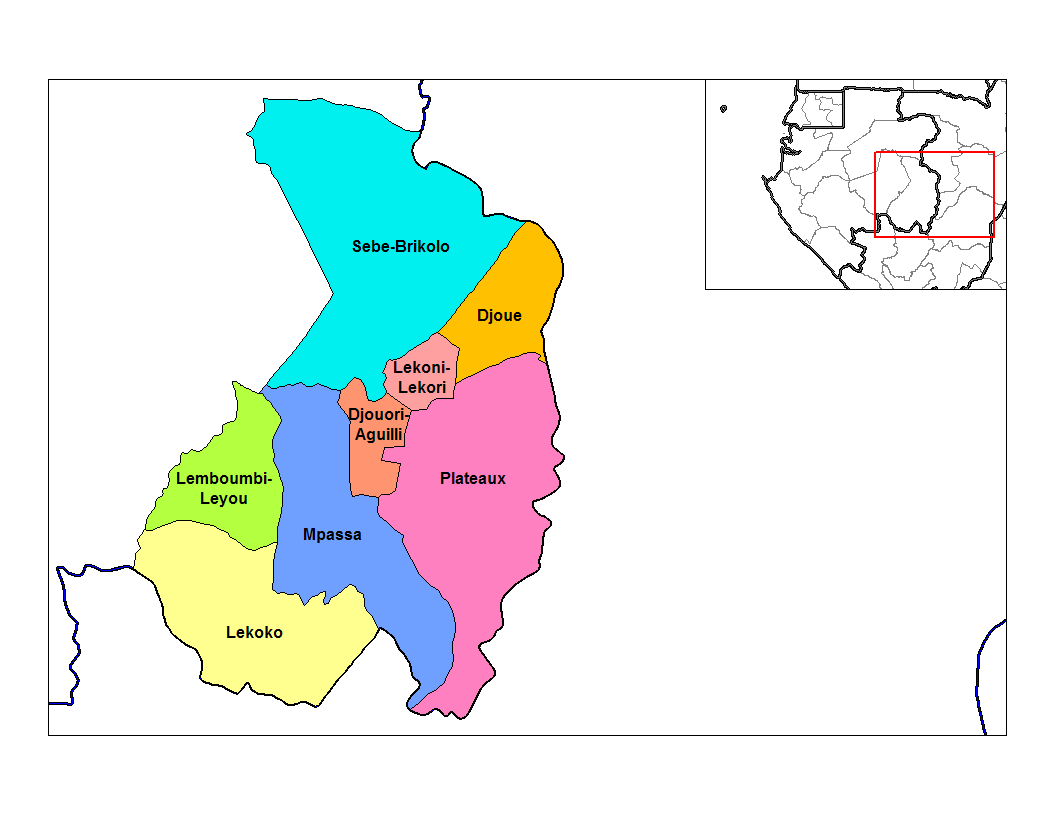
Departaments de Haut-Ogooué

Haut-Ogooué es divideix en 8 departaments:
- Djoue (Onga)
- Djououri-Aguilli (Bongoville)
- Lekoni-Lekori (Akieni)
- Lekokot (Bakoumba)
- Lemboumbi-Leyou (Moanda)
- Mpassa (Franceville)
- Plateaux (Leconi)
- Sebe-Brikolo (Okondja)